# Сестри Поклоніння Святому Духові
Сестри Поклоніння Святому Духові (лат. Congregatio Servarum Spiritus Sancti de Adoratione Perpetua, нім. Dienerinnen des Heiligen Geistes von der Ewigen Anbetung) — римо-католицький релігійний жіночий монаший орден. 
Черниці живуть за уставом споглядального ордену, який орієнтований на вічне поклоніння Святим Дарам та на молитву про захист світу. Усередині монастиря черниці носять рожеві ряси в честь Святого Духа — тому їх називають ще «Рожевими Сестрами».

## Історія
Громада була заснована в 1896 році в Голландії св.Арнольдом Янсеном (1837—1909), німецьким священником ,який був канонізований 5 жовтня 2003 року папою Іваном Павлом II. Після заснування Товариства Божественного Слова і Служебниць Святого Духа, що активно займаються апостольством, йому прийшла думка створити закриту громаду черниць. 8 грудня 1896 було обрано перших шість Сестер Поклоніння Святому Духові, керівництво покладено на Адольфіну Туннес в миру (1862—1934), або матір Марію Мішель, яка у 1915 році створила перший монастир у США, на запрошення архієпископа Едмунда Френсіса Пендергаста. 
Духовність релігійного культу від початку була зосереджено на Євхаристії (через вплив обряду Адорації Святим Дарам). Звичний одяг черниць складається з рожевої ряси з поясом і білої вуалі. 
Лаврентіус Шрійнен, єпископ Рурмонду канонічно унезалежнив орден актом від 7 липня 1917 року — ця незалежність була ухвалена папським указом 27 січня 1933 року. Остаточне затвердження від Святого Престолу відбулося 27 травня 1950 року

## Теперішній час
В даний час орден налічує 21 монастир, які розташовані в Аргентині, Бразилії, Чилі, Німеччини, Індії, Індонезії, Нідерландів, Філіппін, Польщі, Словаччини, Того та США.
Станом на 31 грудня 2005 року орден налічує 375 черниць.